# David Raisman
David Raisman (Buenos Aires, 3 de marzo de 1933 - 7 de abril de 2023) fue un periodista, productor de radio, teatro, y televisión, pianista, acompañante de ballet y compositor argentino.

## Trayectoria

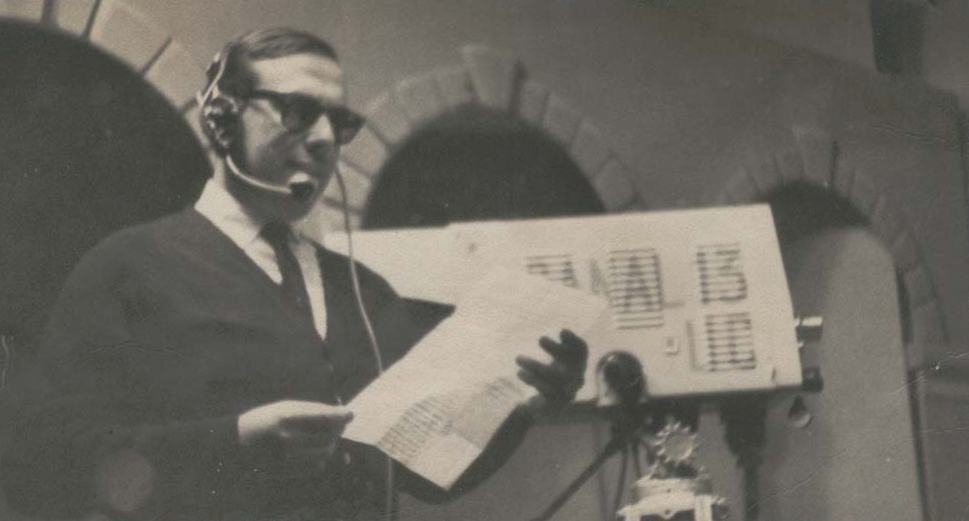
Raisman en 1965.

Exilado desde 1979 en Miami, Florida, Estados Unidos, México y ya retirado, vivió en Israel, desde 1987, junto a su esposa, Virginia Carlovich. Falleció el 7 de abril de 2023 a los 90 años de edad.  
Entre los programas de televisión que creó y/o produjo se destacan:
- Sábados Alegres y Sábados Gigantes (Canal 13)
- Música en Libertad, Feliz Domingo y Grandes Valores del Tango (Canal 9, Buenos Aires, Argentina)